# Cantonul Gorron
Cantonul Gorron este un canton din arondismentul Mayenne, departamentul Mayenne, regiunea Pays de la Loire, Franța.

## Comune
- Brecé
- Carelles
- Châtillon-sur-Colmont
- Colombiers-du-Plessis
- Gorron (reședință)
- Hercé
- Lesbois
- Levaré
- Saint-Aubin-Fosse-Louvain
- Saint-Mars-sur-Colmont
- Vieuvy